# Историја Мађарске у Османском царству
Османлијска управа на деловима територије данашње Мађарске трајала је од 1541. до 1718. године.

## Историја
Током 16. века, моћ Османског царства на Балкану је постепено јачала, самим тим и територије које је освајала су се шириле. Истовремено Угарско краљевство је слабило, као последица унутрашњих превирања међу племством и сељачким бунама, предвођена Ђерђ Дожом (György Dózsa). Под владавином Лајошем II Јагелоном (1506— 1526), у племичком сталежу је дошло до великих несугласица и то их је поделило а краљ није знао како да их уједини.
После освајања Београда, 1521. године, Сулејман Величанствени (1520–1566) се није устручавао да нападне ослабљену Угарску. Битка на Мохачу 29. августа 1526. године је одлучила судбину Угарске за наредних 150. година.
После Мохачке битке, јужни део Угарске је пао у полувазални однос према Османском царству и на чело ове територије (Кнежевине Трансилваније) је дошао Сулејманов вазал Јанош Запоља.
Сулејман Величанствени је поразивши Угарску кренуо даље на запад и ударио на Беч 1529. године. У овом покушају није успео, тако да је територија Угарског краљевства после Будимске битке 1541. године била подељена на три дела, хабзбуршку Угарску, где је владао Фердинанд I, централног и јужног дела територије некадашње Угарске, који је постао интегрални део Османлијског цартсва у ком је владао султан, и источног дела који је касније, 1571. године, постао познат као Кнежевина Трансилванија, где је владао Јанош Запоља.
Током турске владавине, мира није било на овим територијама. Хабзбурзи су планирали да заузму овај део бивше Угарске и истерају одатле исламске освајаче, а истовремено Турци су такође хтели да користе ове територије као одскочну даску за даља освајања и продор на запад.
У овим временима, територија под турском управом је страховито назадовала. Земља је опустела, села напуштена, живот под турском влашћу није био нимало безбедан, па су многи отишли у шуме и формирали хајдучке дружине које су се бориле против освајача. Економија Мађарске је била тотално исцрпљена, а неки огранци економије су и нестали.
Становништво је преживљавало узгајајући стоку и извозећи је у Немачку и Италију. У неким годинама (број извезене стоке) је износио, по неким проценама, и до 500.000 грла. Вино је извожено у Чешке земље, Аустрију и Пољску.
Пораз у другој бици за Беч 1683, је означио почетак пада османлијске моћи и Карловачким миром 1699, Турци су избачени са ових територија а Хабзбурговци су преузели власт.

## Администрација
Просторно, територија бивше Угарске под Османлијском контролом била је подељена на Санџаке, где је владао паша из Будима а потчињени му је био Санџак Бег.
Турци су у овим областима једино били заинтересовани да се што више богатства одвуче за Истанбул, што је брже могуће. Ударили су тешке намете, тако да су натерали многе да пребегну у северозападне делове бившег неподељеног краљевства, како племство тако и сељаке. Са друге стране Турци су били веома толерантни, скоро незаинтересовани, за верска питања где су дали потпуну слободу, док су чак и у појединим градовима оставили и делимичну самоуправу. У тим градовима је за Турско време, известан број средњег сталежа и напредовао, већином трговци и занатлије.

## Култура
Без обзира на ратно стање, однос Турака и Хабзбурговаца, и тешку економску ситуацију, искочило је неколико културних центара у овом делу царства. Пример за то је османлијска архитектура из класичног периода, (која се може видети у Истанбулу и Дринопољу), која се такође градила у овом делу Мађарске укључујући џамије, мостове, фонтане купатила и школе. Нажалост после доласка Хабзбурговаца на власт већина ових здања је порушена и само су трагови остали. Од тих остатака, чувена су Гелерт (Gellért fürdő) и Рудаш купатила (Rudas fürdő) које раде и у данашње време. Рудаш купатило је изграђено 1550. године и реновирано 2006. године, по неким подацима изграђено је не мање него 75 оваквих купатила широм бивше Угарске територије пид османлијском влашћу.

### Муслиманске школе
У 17. веку, 165 основних (mekteb) и 77 средњих и виших теолошких школа (Madrasah) је било отворено и функционалисало у 39 различитих већих градова. У основним школама се учило писање, основе аритметике и читање Курана и молитве.
Средње и више школе су предавале предмете везане за науку религије, црквене законе и природне науке. Највише медреса је деловало у Будиму, дванаест, затим у Печују, пет, и Егеру четири.
Најпознатија школа је била у Будиму и њу је саградио Мехмед паша Соколовић (1566-1578).
У џамијама, народ није само учио како да се моли, већ и да чита и пише. Проповеди су биле најефективнији начин ширења политичких и верских идеја. Такође су постојали Дервишки редови, који су служили за развој и ширење Исламске културе. ширење културе је било подупрто са библиотекама које су поред верских књига имале и литературу из других области као што су поезија, астрономија, музика, архитектура и медицина.

## Религија
Османлије су у освојеним земљама практиковали верску толеранцију, тако да хришћанство није било забрањено. Управо због тога и због олакшица које су муслимани имали велики број становништва је прелазио у ислам, који је са новодошлим муслиманским досељеницима (око 80.000) чинио растућу муслиманску заједницу. Религијским животом муслимана се управљало из новосаграђених џамија или из хришћанскихцркава које су биле претворене у џамије. Верске заједнице су биле финансиране од стране државе или од добровољних прилога.
Поред ортодоксних муслимана, био је велики број дервишких заједница. Најпознатије су биле Бекташи, Алеви и Мевлевски ред. Позната Гил Баба (Gül Baba), манастир у Будиму, окупљао је 60 дервиша бектеши реда. Гил Бабино Турбе, маузолеј, у Будимпешти је најсеверније место ходочашћа (Хаџилука) и у данашње време.
Остали познати манастири уз турског доба су у Сигетвару, саграђена 1576. године, и Печују.